# Seiko Instruments
Seiko Instruments K.K. (jap. セイコーインスツル株式会社, Seikō Insutsuru Kabushiki-gaisha, engl. Seiko Instruments Inc., kurz SII) ist ein japanisches Elektronik-Unternehmen, sowie Uhren- und Uhrwerkehersteller. Das Unternehmen ist eine 100%ige Tochter der Seiko-Holdinggesellschaft.
Geschäftszweige sind Mechatronik (z. B. für Uhren, Festplatten, Thermodrucker), elektronische Bauteile (z. B. CMOS-ICs, Quarz-Kristalle, Batterien, LCDs), System Application (z. B. Order Entry Systems, elektronische Wörterbücher, Farbdrucker), wissenschaftliche Instrumente (z. B. Mess- und Analyseinstrumente, Strahlungsdetektoren), sowie sonstige (z. B. Netzwerkserver).

## Geschichte
Kintaro Hattori gründete im Jahr 1881 die Kintaro Hattori & Co., Ltd und 1891 wurde die Seikosha Co., Ltd.  (Vorläufer der Seiko Clock Inc. und Seiko Precision Inc.) gegründet, um dort Uhren zu produzieren.
Das Unternehmen entstand als K.K. Daini Seikōsha (株式会社第二精工舎, wörtlich: „2. Seikōsha“) 1937 als Ausgliederung der Uhrenproduktion aus der Seikōsha, dem produzierendes Unternehmen der Seiko-Gruppe.
1959 wird das Werk Suwa (諏訪工場, Suwa kōjō) als unabhängiges Unternehmen ausgegliedert und fusionierte mit der Y.K. Daiwa Kōgyō (有限会社大和工業, Yūgen-gaisha Daiwa Kōgyō, engl. Daiwa Kogyo, Ltd.) zur K.K. Suwa Seikōsha (株式会社諏訪精工舎, Kabushiki-gaisha Suwa Seikōsha), dem heutigen Epson.
1983 erfolgte die Umbenennung der K.K. Daini Seikōsha in Seikō Denshi Kōgyō K.K. (セイコー電子工業株式会社, dt. „Seikō Elektronikindustrie“) und 1997 in Seikō Instruments K.K. (セイコーインスツルメンツ株式会社, Seikō Insutsurumentsu Kabushiki-gaisha), wobei 2004 der japanische Name unter Beibehaltung des englischen Namens auf die heutige Variante gekürzt wurde.

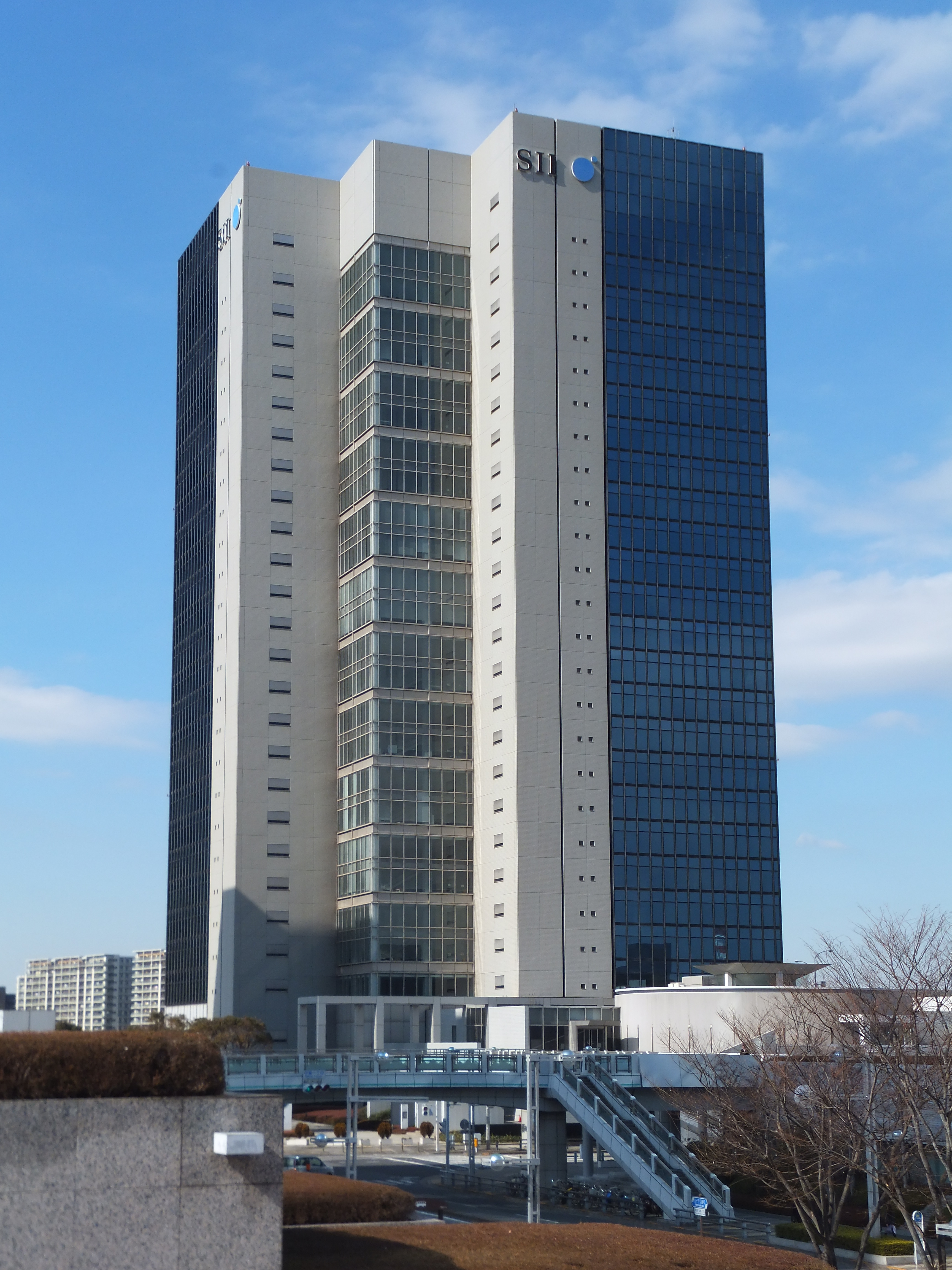
Hauptsitz

## Uhrenindustrie
Seiko Instruments Inc. ist der Hersteller von Uhrwerken für die Seiko Holding. Das Unternehmen produziert auch Armbanduhren, welche unter eigenen Marken vertrieben werden.

## Seiko Instruments GmbH
Die deutsche Niederlassung Seiko Instruments GmbH wurde 1983 zum Vertrieb elektronischer Bauelemente gegründet.
In einer Kurzübersicht sind folgende Daten erwähnenswert:
- 1985: Beginn des Vertriebs von Thermodruckern
- 1997: Erste ISO-9001-Zertifizierung
- 2003: Aufnahme von Logistikdienstleistungen für Unternehmen der Seiko Gruppe
- 2004–2007: Gründung von SII Niederlassungen in London, Prag und Kopenhagen
- 2007: Beginn des Vertriebs und der technischen Unterstützung für Röntgenfluoreszenzspektrometer von SII Nanotechnology

Die Geschäftsfelder der Seiko Instruments GmbH sind:
- Halbleiter
- Schwingquarze
- Thermodrucker
- Lithium-Sekundärbatterien / Stützkondensatoren
- Großformatdrucker